# Tribunal Supremo de Afganistán
El Tribunal Supremo de Afganistán (en pastún: ستره محكمه‎, en persa: دیوان های ستره محکمه‎) es el tribunal de último recurso de Afganistán. Fue creado por la Constitución de Afganistán, que fue aprobada el 4 de enero de 2004. Su creación fue solicitada por el Acuerdo de Bonn, que decía en parte:
El poder judicial de Afganistán será independiente y se otorgará a un Tribunal Supremo de Afganistán y a los demás tribunales que establezca la Administración Provisional.
Actualmente, el tribunal de nueve miembros está compuesto por los siguientes jueces:
- Jefe de justicia Sayed Yousuf Halim[1]

Los nueve jueces del tribunal son nombrados por un período de diez años por el presidente de Afganistán, con la aprobación de Wolesi Jirga, la cámara baja de la legislatura de la nación. El Presidente selecciona a uno de los nueve miembros para servir como presidente del Tribunal Supremo de Afganistán. La constitución permite que los jueces sean entrenados en derecho civil o sharia o ley islámica. Los asuntos de derecho sin disposición en la constitución u otras leyes vigentes serán juzgados por la jurisprudencia hanafí. El poder judicial aplicará la escuela de leyes chiitas en casos relacionados con asuntos personales de aquellos que pertenecen a la secta chiita, cuando corresponda.
La Corte estuvo dominada anteriormente por figuras religiosas conservadoras y el expresidente del Tribunal Supremo, Faisal Ahmad Shinwari, en particular, fue descrito como "ultraconservador". Varios de sus fallos decepcionaron a los afganos y las personas con mentalidad reformista en el mundo occidental. Como por ejemplo:
- El tribunal, durante las Campaña electoral presidencial de 2004, buscó prohibir a un candidato que cuestionó si la poligamia estaba en consonancia con el espíritu del islam.
- Han pedido que se ponga fin al servicio de televisión por cable en el país, al menos a la espera de la regulación gubernamental, debido en parte a la aparente influencia de películas de Bollywood, que supuestamente eran lascivas;[2]
- El tribunal confirmó la pena de muerte para dos periodistas condenados por blasfemia por decir que el islam que se practicaba en el país era reaccionario.[3]
- Prohibieron a las mujeres cantar en televisión.[4][5]
- Dictaminaron que una niña, dada como novia cuando tenía 9 años y ahora 13, no podía divorciarse de su esposo abusivo, a pesar de una ley que hace ilegal que las niñas menores de 16 años se casen.[6]
- Dictaminaron que el castigo por la homosexualidad es la muerte, incluso ignorando el código penal de 1976 que estipula una larga pena de prisión por adulterio y sodomía.[7]

En 2006, el presidente Hamid Karzai nombró a varios miembros nuevos y más moderados a la corte. Sin embargo, también eligió renominar a Faisal Ahmad Shinwari como presidente del Tribunal Supremo. A pesar de la controversia en torno a la validez de las credenciales legales de Shinwari, se permitió que su nominación continuara, pero finalmente fracasó cuando se votó en la Asamblea Nacional. Karzai luego eligió a su asesor legal, Abdul Salam Azimi, para suceder a Shinwari. La nominación de Azimi fue aprobada, y la nueva corte tomó juramento el 5 de agosto de 2006.

## Emplazamiento
El ente se encuentra en un edificio de oficinas de cuatro pisos en Great Massoud Road al lado de plaza Massoud. El 7 de febrero de 2017, un atacante suicida mató a una veintena de personas e hirió a otras tantas en los aledaños del edificio.